# Сурикова, Лидия Викторовна
Ли́дия Ви́кторовна Су́рикова (род. 10 сентября 1941, Москва) — советский и российский режиссёр-аниматор.

## Биография[1][2]
Родилась 10 сентября 1941 в Москве.
Училась на режиссёрском факультете Театральный институт имени Бориса Щукина (1967-1975).
Работала ассистентом режиссёра в ТО «Экран» (1966-1969), режиссёром кукольных фильмов на студии «Мульттелефильм» ТО «Экран» (1969-1996).
Снимала киноверсии кукольных спектаклей, кукольные мультфильмы и картины в технике перекладки. Снималась в игровом кино.

## Фильмография
1. 1974 — Бим, Бам, Бом и волк
2. 1975—1976 — Дядя Фёдор, пёс и кот (совместно с Юрием Клепацким)
3. 1977 — Шёлковая кисточка
4. 1978 — Златовласка
5. 1979 — Ошибка Дядюшки Ау
6. 1980 — Солдатская сказка
7. 1981 — Девичьи узоры
8. 1982 — Ветер про запас
9. 1983 — Гори, гори ясно
10. 1984 — А в этой сказке было так...
11. 1984—1990 — КОАПП (Комиссия особо активной помощи природе)
12. 1984 — Кто сильней?..
13. 1985 — Пекка
14. 1985 — Лебединое пёрышко
15. 1986 — Площадь картонных часов
16. 1987 — Лёгкий хлеб
17. 1988 — Чудесное яблоко
18. 1989 — Как Иван-молодец царску дочку спасал
19. 1991 — Большая полицейская сказка
20. 1992 — Сапожникова жена
21. 1993 — Бояка мухи не обидит
22. 1993 — Чужой праздник